# Diocesi di Warri
La diocesi di Warri (in latino Dioecesis Varrensis) è una sede della Chiesa cattolica in Nigeria suffraganea dell'arcidiocesi di Benin City. Nel 2022 contava 281.503 battezzati su 4.349.000 abitanti. È retta dal vescovo Anthony Ovayero Ewherido.

## Territorio
La diocesi comprende 16 Local Government Areas dello stato del Delta: Warri South, Warri South West, Warri North, Uvwie, Ethiope West, Ethiope East, Sapele, Okpe, Ughilli North, Ughilli South, Isoko South, Isoko North, Ndokwa West, Ndokwa East e Ukwuani.
Sede vescovile è la città di Warri, dove si trova la cattedrale del Sacro Cuore di Gesù.
Il territorio è suddiviso in 150 parrocchie.

## Storia
La diocesi è stata eretta il 10 marzo 1964 con la bolla Legem Christi di papa Paolo VI, ricavandone il territorio dalla diocesi di Benin City (oggi arcidiocesi).
Il 24 agosto 1964 ha ceduto una porzione del suo territorio a vantaggio dell'erezione della missione sui iuris di Bomadi (oggi diocesi).
Originariamente suffraganea dell'arcidiocesi di Lagos, il 26 marzo 1994 è entrata a far parte della provincia ecclesiastica di Benin City.

## Cronotassi dei vescovi
Si omettono i periodi di sede vacante non superiori ai 2 anni o non storicamente accertati.
- Lucas Olu Chukwuka Nwaezeapu † (10 marzo 1964 - 10 settembre 1983 dimesso)
  - Sede vacante (1983-1991)
- Edmund Joseph Fitzgibbon, S.P.S. † (31 agosto 1991 - 3 marzo 1997 dimesso)
- Richard Anthony Burke, S.P.S. (3 marzo 1997 succeduto - 24 dicembre 2007 nominato arcivescovo di Benin City)[2]
  - Sede vacante (2007-2010)
- John 'Oke Afareha (29 marzo 2010 - 18 aprile 2022 ritirato)[3]
- Anthony Ovayero Ewherido, dal 28 dicembre 2022

## Statistiche
La diocesi nel 2022 su una popolazione di 4.349.000 persone contava 281.503 battezzati, corrispondenti al 6,5% del totale.
| anno | popolazione | popolazione | popolazione | presbiteri | presbiteri | presbiteri | presbiteri                | diaconi | religiosi | religiosi | parrocchie |
| anno | battezzati  | totale      | %           | numero     | secolari   | regolari   | battezzati per presbitero | diaconi | uomini    | donne     | parrocchie |
| ---- | ----------- | ----------- | ----------- | ---------- | ---------- | ---------- | ------------------------- | ------- | --------- | --------- | ---------- |
| 1969 | 62.204      | 843.615     | 7,4         | 44         | 28         | 16         | 1.413                     |         | 16        | 10        | 8          |
| 1978 | 112.180     | 1.720.000   | 6,5         | 25         | 16         | 9          | 4.487                     |         | 9         | 17        | 11         |
| 1990 | 123.531     | 2.007.000   | 6,2         | 29         | 22         | 7          | 4.259                     |         | 7         | 25        | 23         |
| 1999 | 162.512     | 2.305.329   | 7,0         | 46         | 44         | 2          | 3.532                     |         | 2         | 32        | 36         |
| 2000 | 167.787     | 2.372.652   | 7,1         | 50         | 47         | 3          | 3.355                     |         | 3         | 30        | 36         |
| 2001 | 174.657     | 2.491.797   | 7,0         | 58         | 54         | 4          | 3.011                     |         | 4         | 37        | 40         |
| 2002 | 176.576     | 2.495.000   | 7,1         | 62         | 58         | 4          | 2.848                     |         | 4         | 40        | 42         |
| 2003 | 178.684     | 2.510.496   | 7,1         | 67         | 61         | 6          | 2.666                     |         | 6         | 44        | 42         |
| 2004 | 186.298     | 2.614.857   | 7,1         | 72         | 66         | 6          | 2.587                     |         | 6         | 50        | 44         |
| 2010 | 260.131     | 3.384.000   | 7,7         | 93         | 80         | 13         | 2.797                     |         | 13        | 60        | 56         |
| 2014 | 277.000     | 3.575.000   | 7,7         | 125        | 112        | 13         | 2.216                     |         | 13        | 93        | 115        |
| 2017 | 279.270     | 3.834.770   | 7,3         | 132        | 115        | 17         | 2.115                     |         | 17        | 49        | 128        |
| 2020 | 271.503     | 4.194.530   | 6,5         | 151        | 137        | 14         | 1.798                     |         | 14        | 105       | 135        |
| 2022 | 281.503     | 4.349.000   | 6,5         | 172        | 153        | 19         | 1.636                     |         | 19        | 25        | 150        |